# Khalifa Ben Nasseur
Khalifa Ben Nasseur – tunezyjski zapaśnik walczący w stylu klasycznym. Zajął piąte miejsce na igrzyskach śródziemnomorskich w 1983. Złoty i brązowy medalista igrzysk afrykańskich w 1978, a także czwarty i piąty w 1987. Zdobył sześć medali na mistrzostwach Afryki w latach 1981 - 1990. Mistrz arabski w 1983; drugi w 1979 i 1987 roku.